# Narayana (film, 1920)
Pour les articles homonymes, voir Narayana (homonymie).
Pour plus de détails, voir Fiche technique et Distribution.
Narayana est un film français réalisé par Léon Poirier, sorti en 1920.

## Fiche technique
- Titre : Narayana
- Réalisation : Léon Poirier
- Scénario : d'après le roman d'Honoré de Balzac, La Peau de chagrin
- Photographie : André Lecurieux
- Décors : Robert-Jules Garnier
- Production : Gaumont Série Pax
- Pays de production :  France
- Format : noir et blanc – 1,33:1 – 35 mm – muet
- Genre : fantastique
- Durée : 60 minutes
- Métrage : 1 686 m
- Date de sortie : 
  - France : 1920

## Distribution
- Laurence Myrga : Sari-Yana
- Edmond Van Daële : Jacques Hébert
- Marguerite Madys
- Jacques Robert
- Marcelle Souty : Maroussia
- Charles Norville